# Mogorić
Mogorić är ett samhälle i Kroatien.   Det ligger i länet Lika, i den centrala delen av landet, 150 km söder om huvudstaden Zagreb. Mogorić ligger 601 meter över havet och antalet invånare är 110.
Terrängen runt Mogorić är platt söderut, men norrut är den kuperad. Runt Mogorić är det glesbefolkat, med 15 invånare per kvadratkilometer. Närmaste större samhälle är Gospić, 16,2 km väster om Mogorić. Omgivningarna runt Mogorić är en mosaik av jordbruksmark och naturlig växtlighet.